# Assaf Cohen
Assaf Cohen (Mountain View (Santa Clara County), 31 oktober 1972) is een Amerikaans acteur.

## Biografie
Cohen werd geboren in Mountain View (Santa Clara County) en groeide op in Palo Alto (Californië), hij is van Jemeniete, Russische en Israëlische afkomst. Cohen haalde zijn bachelor of arts in biologie aan de Universiteit van Californië in Berkeley (Californië). Hij wilde geneeskunde studeren maar besloot toen om zich te gaan richten op acteren. Hij begon toen voor een aantal jaar te acteren in lokale theaters. Hierna verhuisde hij naar het oosten van Amerika waar hij een diploma haalde in acteren aan de Mason Gross School of the Arts, conservatorium aan de Rutgers-universiteit in New Jersey. Na het behalen van zijn diploma verhuisde hij naar Los Angeles voor zijn acteercarrière.
Cohen begon in 2002 met acteren in de televisieserie The Agency, waarna hij nog meerdere rollen speelde in televisieseries en films.

## Filmografie

### Films
Uitgezonderd korte films.
- 2023 Act Super Naturally - als Vern Roberts
- 2022 Mama Bear - als Kirk Feldman
- 2021 Witch Hunt - als dr. Justice
- 2019 Act Super Naturally - als Vern Roberts
- 2018 Poor Greg Drowning - als dr. Wilbon
- 2017 Brothered Up - als Abdul Rahman
- 2015 A Beautiful Now - als Ali
- 2014 American Sniper - als Terp
- 2014 The Prophet - als jonge bruidegom (stem)
- 2014 Sister - als dr. Pincus
- 2014 At the Devil's Door - als dr. Aranda
- 2014 Unknown Caller - als ??
- 2014 Beautiful Now - als Ali
- 2013 It's Dark Here - als dr. Rabin
- 2013 Peace After Marriage - als Boris
- 2013 Blood Shot - als Hmar
- 2012 Night of the Templar - als Menas
- 2012 The Girl from the Naked Eye - als Miles
- 2011 The Doctor - als dr. Manu Billawala
- 2011 Convincing Clooney - als Jason
- 2010 Bulletface - als Amir
- 2009 Fast & Furious - als douanier
- 2009 Operating Instructions - als dr. Eli Bamberger
- 2007 Equal Opportunity - als Al'Ahhhhkkkkhh bin Laden
- 2005 Flightplan - als Ahmed

### Televisieseries
Uitgezonderd eenmalige gastrollen.
- 2020 Das letzte Wort - als Max Gronert - 2 afl.
- 2015-2020 Fauda - als stem - 27 afl.
- 2018 When Heroes Fly - als stem - 8 afl.
- 2013-2014 Supernatural - als Ajay - 2 afl.
- 2013-2014 CSI: Crime Scene Investigation - als dr. Lownis - 2 afl.
- 2010 Weeds - als Hooman Jaka - 3 afl.
- 2009 Heroes - als Hesam - 5 afl.
- 2007 Entourage - als Yair Marx - 2 afl.
- 2003-2004 Half & Half - als Matt - 2 afl.

### Computerspellen
- 2023 Starfield - als Felix Sadler / mr. Sood
- 2019 Call of Duty: Modern Warfare - als stem
- 2018 Call of Duty: Black Ops 4 - als stem
- 2017 Final Fantasy XV: Comrades - als stem
- 2016 Final Fantasy XV - als stem

- Library of Congress Control Number: no2015060624
- Virtual International Authority File: 315944505
- WorldCat: E39PBJpPG39GBvrwYR3w8pbWXd